# 拟鳚
拟鳚（学名：Mimoblennius atrocinctus）又稱黑點仿鳚，为輻鰭魚綱鳚形目鳚科拟鳚属的鱼类。分布於東印度洋及西太平洋區，從聖誕島、斯里蘭卡至日本南部、臺灣及香港等海域，深度2至10公尺，本魚體延長，稍側扁，頭頂無冠膜，眼上具有分支觸鬚，體紅褐色，身上有一條不明顯的寬深色中部條紋，側面有6-7條分開的深色橫條，一直延伸到背鰭，頭部和身體下部有小白點，背鰭硬棘13枚、背鰭軟條18-19枚、臀鰭硬棘2枚、臀鰭軟條21-22枚，體長可達5公分，棲息在沿海潮間帶岩石區，以藻類、碎屑和小型無脊椎動物為食，生活習性不明。该物种的模式产地在印度洋圣诞岛(Christmas)。